# Провинција Ига
Провинција Ига ( 伊 賀国 |Iga no kuni) је била провинција у Јапану која се налазила на простору данашњег западног дела префектуре Мие. Његов скраћени назив је Ishū(伊州). Провинција Ига се граничи са провинцијама Исе, Оми, Јамато и Јамаширо. Њена површина грубо се поклапа са савременим општинама Ига и Набари.
Ига је класификована као једана од провинција региона Токаидо. По "Енгишики" систему класификације, Ига је рангиран као "инфериорна земља" (下国 gekoku) и "близу земље" (近国 kingoku). Окружена планинама, историјски, провинција Ига је била прилично неприступачан због изузетно лоших путева. Данас провинција је лако приступачна из околних градова Нара и Кјото, као и из већих градова Осака и Нагоја.

## Историја

### Окрузи
Провинција Ига била је традиционално подељена на 4 округа:
- Ае – спојена са области Јамада и настала је област Ајама (阿山郡) 29. марта 1896. године
- Ига – спојена са области Набари и настала је област Нага (名賀郡) 29. марта 1896. године
- Набари (јап. 名張郡) – спојена са области Ига и настала је област Нага 29. марта 1896. године
- Јамада (јап. 山田郡) – спојена са области Ахај и настала је област Ајама 29. марта 1896. године

### Период зараћених држава
Током грађанских ратова у периоду Сенгоку (1467-1600), Ода Нобунага заузео је провинцију Ига у јесен 1581. после кратке кампање (3. септембра-5. октобра 1581. по лунарном календару).